# Lee Douglas
Lee Helen Douglas (ur. 10 października 1975 w  Liverpoolu) – angielska wokalistka, członkini grupy Anathema.

## Dyskografia
Albumy studyjne Anathemy z udziałem Lee Douglas:
- Judgement (1999)
- A Natural Disaster (1999)
- A Fine Day to Exit (2001)
- A Natural Disaster (2003)
- We’re Here Because We’re Here (2010)
- Weather Systems (2012)
- Distant Satellites (2014)
- The Optimist (2017)

Jest młodszą siostrą Johna Douglasa, muzyka grupy Anathema. Jako wokalistka wspierając pojawiła się na albumach Anathemy Judgement (1999) i A Fine Day to Exit (2001), a na kolejnym pt. A Natural Disaster (2003) wystąpiła jako główna wokalistka. Od płyty We're Here Because We're Here (2010) była pełnoprawną wokalistką grupy. Przed przystąpieniem do Anathemy była wokalistką kilku lokalnych zespołów muzycznych, a już będąc członkinią Anathemy (według stanuw 2012) nadal równolegle śpiewała w liverpoolskiej formacji wykonującej covery, a tworzonej wraz ze swoim partnerem życiowym. We wrześniu 2020 grupa Anathema ogłosiła zawieszenie działalności.
Prywatnie preferuje muzykę bluesową, soulową, twórczość grup The Doors, The Carpenters oraz Tori Amos, natomiast przystępując do Anathemy nie była zwolenniczką muzyki metalowej.